# 年代大激鬥
《年代大激鬥》（英語：Bet Your Remember）是香港電視廣播有限公司拍攝製作的資訊遊戲節目，全節目共15集，由安德尊、呂慧儀、林盛斌擔任主持。本節目於香港時間2014年3月24日起，逢星期一至五22:30－23:00在翡翠台和高清翡翠台播出，並於myTV提供節目重溫。
節目主持會作懷舊打扮外景錄影拍攝，每集均與兩名嘉賓看片段玩問答遊戲，片段大多數均來自《城市追擊》及《全線大搜查》。

## 每集內容
| 集數 | 播映日期 | 主題                        | 嘉賓 （參賽者）                | 特別嘉賓 （明燈） | 外景 （次數）     | 勝出者            | 大獎賞獎品                               |
| 01   | 3月24日  | 首集登場便到荃灣送死？      | 江欣燕、金剛                   | 劉江              | 荃灣              | 金剛[a]           | 40年老鼠酒                               |
| 02   | 3月25日  | 登上香港仔「曬家」艇        | 敖嘉年、楊思琦                 | 羅蘭              | 香港仔            | 敖嘉年            | 以特濃蝦醬代替唇膏，然後在懷舊影樓拍照。 |
| 03   | 3月26日  | 九龍城危機重重              | 陳凱琳、蔡思貝                 | Joe Junior        | 九龍城            | 蔡思貝[b]         | 陳年三蛇酒                               |
| 04   | 3月27日  | 百年面貌的上環              | 吳家樂、高海寧                 | 朱維德            | 上環              | 高海寧            | 用雞毛掃追打對方                         |
| 05   | 3月28日  | 《年代大激鬥》x《學是學非》 | 梁嘉琪、李佳芯、黃心穎、麥美恩 | 胡楓              | 油麻地            | 梁嘉琪、李佳芯[c] | 鮮榨檸檬汁                               |
| 06   | 3月31日  | 蝦頭、坤哥大激鬥            | 楊詩敏、吳業坤                 | 雪妮              | 深水埗            | 楊詩敏            | 大蛇纏身                                 |
| 07   | 4月1日   | 再次踏足九龍城              | 曹永廉、陳庭欣                 | 程可為            | 九龍城（2）       | 曹永廉[d]         | 親吻乳豬頭                               |
| 08   | 4月2日   | 星夢歌手回答巴士歷史問題    | 鄭俊弘、王君馨、許廷鏗、吳若希 | 鄧英敏            | 尖沙咀、荔枝角[e] | 平手              | 追巴士（即從後趕上有後置樓梯的古董巴士） |
| 09   | 4月3日   | 六號、糖妹答題「麻麻地」    | 陸浩明、糖妹                   | 劉丹              | 油麻地（2）       | 糖妹              | 畫對方的腳板底                           |
| 10   | 4月4日   | 百多年來鮮為人知的電車秘密  | 翟威廉、張曦雯、沈卓盈、馬賽   | 韓馬利            | 北角              | 平手              | 清洗電車                                 |
| 11   | 4月7日   | 大角咀的時代巨輪            | 張繼聰、李亞男                 | 李司棋            | 大角咀            | 李亞男[f]         | 磚絡和磚頭                               |
| 12   | 4月8日   | 新抱與奶奶於海味街喜相逢    | 麥長青、滕麗名                 | 薛家燕            | 上環（2）         | 滕麗名            | 紅綠豆混合，用筷子把紅綠豆分開           |
| 13   | 4月9日   | 擠擁的大馬路                | 葉翠翠、楊秀惠                 | 黃淑儀            | 元朗              | 葉翠翠[g]         | 派大餅給元朗居民                         |
| 14   | 4月10日  | 老嘉賓聽香港老故事          | 古明華、譚小環                 | 鍾志光            | 油麻地（3）       | 譚小環            | 與呂慧儀餵安德尊吃加了4種辣醬的餐蛋麵    |
| 15   | 4月11日  | 最後的回憶                  | 胡蓓蔚、姚子羚                 | 盧大偉            | 中環              | 胡蓓蔚            | 輸家為贏家和工作人員清洗白布鞋           |

^  原本江欣燕以1-0勝出，但由於主持人發現金剛綜藝效果更好，把勝出者和大獎讓給他。
^  蔡思貝決定分享大獎。
^  由於主持人發現答案有誤，加上明燈因為喜歡解釋送分，但其實兩隊答案一樣，所以安德尊收回一分，正式結果是平手，大獎平分。
^  原本曹永廉以4-2勝出，但由於主持人把親吻豬頭的獎勵送給陳庭欣， 但乳豬頭歸曹永廉所有。
^  大獎賞在九巴荔枝角車廠頒發/進行。
^  李亞男選擇讓林盛斌把獎品扛回李亞男家。
^  原本葉翠翠以2-1勝出，但由於主持人覺得兩位綜藝效果良好，大獎與主持人平分，派大餅給元朗居民。

## 收視
以下為本節目於香港無綫電視翡翠台、高清翡翠台之收視紀錄：
| 週次 | 集數  | 日期                  | 平均收視 |
| ---- | ----- | --------------------- | -------- |
| 1    | 01-05 | 2014年3月24日-3月28日 | 18點     |
| 2    | 06-10 | 2014年3月31日-4月4日  | 18點     |
| 3    | 11-15 | 2014年4月7日-4月11日  | 19點     |

## 外部連結
- 無綫電視節目網頁 - 年代大激鬥 （页面存档备份，存于）

## 電視節目的變遷
| 香港無綫電視翡翠台、高清翡翠台 星期一至五 22:30-23:00 時段 | 香港無綫電視翡翠台、高清翡翠台 星期一至五 22:30-23:00 時段 | 香港無綫電視翡翠台、高清翡翠台 星期一至五 22:30-23:00 時段 |
| ---------------------------------------------------------- | ---------------------------------------------------------- | ---------------------------------------------------------- |
|                                                            | 年代大激鬥 (2014.03.24 - 2014.04.11 )                      |                                                            |
| 搵個好男人 (2014.02.24 - 2014.03.21)                       | 食平DD (2014.04.14 - 2014.05.09)                           |                                                            |